# Asociación de Críticos de Cine de Utah
La Asociación de Críticos de Cine de Utah —en inglés: Utah Film Critics Association (UFCA)— es una organización conformada por periodistas de cine pertenecientes a algún medio de comunicación del estado de Utah, Estados Unidos.

## Miembros de la asociación
Entre sus miembros se encuentran: 
- Rich Bonaduce de TheReelPlace.com
- Luke Hickman de TheReelPlace.com/KEGA-FM
- Jimmy Martin de SLUG Magazine/Big Movie Mouth-Off
- Sean P. Means de Salt Lake Tribune
- Dan Metcalf de KTVX ABC-4
- Andy Morgan de KNVU-AM
- Ryan Michael Painter de KUTV 2
- Aaron Peck de Logan Herald-Journal
- Scott Renshaw de Salt Lake City Weekly
- Steve Salles de Standard-Examiner (Ogden)
- Mike Thiriot de KTHB 94.9 FM
- Missy Bird de Tooele Transcript-Bulletin
- Tony Toscano de Talking Pictures
- Jeff Michael Vice de KXRK-FM/Big Movie Mouth-Off y
- Doug Wright de KSL Movie Show.[2]

En diciembre de cada año —y desde 2005—, sus asociados realizan una votación con el fin de entregar el denominado Utah Film Critics Association Award o UFCA Award, que está destinado a premiar a las mejores películas estrenadas durante el último año calendario, incluyendo diez categorías (Mejor película, director, actor, actriz, actor de reparto, actriz de reparto, guion, película documental, película animada y película de habla no inglesa).

## Palmarés

### Mejor película
| Año  | Ganador                | Director(a)            |
| ---- | ---------------------- | ---------------------- |
| 2005 | Brokeback Mountain     | Ang Lee                |
| 2006 | United 93              | Paul Greengrass        |
| 2007 | No Country for Old Men | Joel Coen e Ethan Coen |
| 2008 | The Dark Knight        | Christopher Nolan      |
| 2009 | Up in the Air          | Jason Reitman          |
| 2010 | 127 Horas              | Danny Boyle            |
| 2010 | The social network     | David Fincher          |
| 2011 | Drive                  | Nicolas Winding Refn   |

### Mejor director
| Año  | Ganador                | Película               |
| ---- | ---------------------- | ---------------------- |
| 2005 | Ang Lee                | Brokeback Mountain     |
| 2006 | Alfonso Cuaron         | Children of Men        |
| 2007 | Joel Coen e Ethan Coen | No Country for Old Men |
| 2008 | Andrew Stanton         | WALL·E                 |
| 2009 | Jason Reitman          | Up in the Air          |
| 2010 | Christopher Nolan      | Inception              |
| 2010 | David Fincher          | The social network     |
| 2011 | Michel Hazanavicius    | The Artist             |